# Zespół Gansera
Zespół Gansera (otępienie rzekome, zespół przybliżonych odpowiedzi) – zaburzenie reaktywne, określane jako zespół sytuacyjny z pogranicza psychoz, zaburzeń dysocjacyjnych i symulacji. Pacjenci w rozmowie wykazują się rażącą niewiedzą na temat powszechnie znanych faktów i zjawisk. Udzielają błędnych, ale przybliżonych odpowiedzi na pytania, np. na pytanie ile wynosi tuzin, odpowiadają, że trzynaście. Poza tym wykonują bezsensowne czynności, takie jak próba pisania odwrotną stroną długopisu lub włożenia klucza do zamka odwrotną stroną. 
Etiologia jest niejasna. Niekiedy występuje podłoże organiczne. Zespół opisał niemiecki psychiatra Sigbert Josef Maria Ganser w 1898 roku.